# 제올라이트

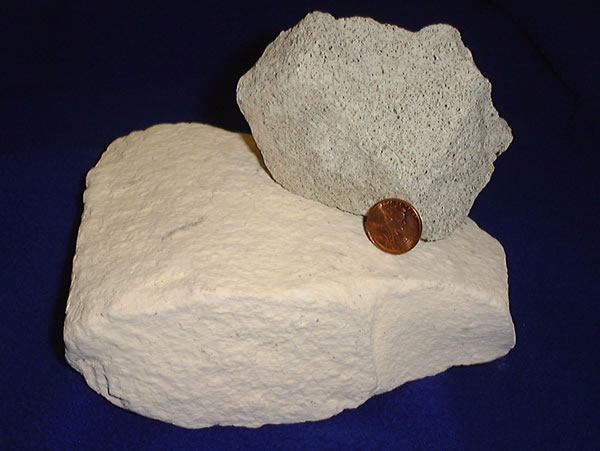
제올라이트

제올라이트(영어: Zeolite) 또는 비석(沸石)은 알루미늄 산화물과 규산 산화물의 결합으로 생겨난 음이온을 알칼리 금속 및 알카리 토금속이 결합되어 있는 광물을 총칭하는 말이다. 즉 결정질 알루미늄 규산염광물을 의미한다.
주로 알칼리 금속 또는 알칼리토류 금속을 함유하는 함수 알루미늄 규산염 광물의 일종으로(Si, Al)O4의 사면체가 입체망상으로 결합하고 있는 구조로 중앙부에 큰 틈이 존재하는 것이 특징이다. 틈의 직경이 0.6mm를 넘는 것도 있다. 일반식은 (WmZnO2)n·nH2O이다. (W는 Na, Ca, Ba, Sr이고, Z＝Si＋Al이다.) 조성은 장석류 또는 준장석류와 유사하지만, 장석은 석영 SiO2, 다이아몬드형 사면체구조가 무한으로 연결한 삼차원 망상구조 중의 Si의 일부가 Al에 의해서 치환된 것인 반면, 제올라이트는 이 망상구조가 올바른 규칙이 깨어져 골격에 빈틈이 있다. 이 빈틈에 의해 분자체 기능을 가지면서 동시에 제올라이트는 다량의 물을 흡착할 수가 있다. 구조상의 특징에 따라 다음과 같은 몇 가지 특성이 있다.
1. 제올라이트는 그 결정구조 내에 있는 양이온의 작용에 의해 불포화 탄화수소나 극성물질을 선택적으로 강하게 흡착하는 성질을 갖는다.[2]
2. 분자체 효과를 갖는다. 제올라이트는 일정한 크기의 세공경(細孔經)을 갖고 있기 때문에 이것보다 작은 분자를 선택적으로 통과시켜 흡착한다. 이 분자체 효과를 이용하여, n-paraffin과 isoparaffin의 분리나 ortho, meta, para 이성질체를 분리 할 수 있다.
3. 이온교환성을 갖는다. 제올라이트는 결정구조 내에 교환가능한 양이온을 함유하고 있기 때문에 용이하게 다른 양이온과 자유롭게 교환된다. 이 성질을 이용하여 유해물질의 제거, 유용성분의 농축, 회수를 할 수 있다. 최근 제올라이트를 구성하고 있는 양이온의 일부를 음이온으로 치환한 것이 항균성을 갖기 때문에 식품의 품질유지제 내지 선도유지제로서 활용되기도 한다.